# Seiichi Sakiya
Seiichi Sakiya (Prefettura di Hiroshima, 1º dicembre 1950) è un ex calciatore giapponese, di ruolo attaccante.

## Statistiche

### Presenze e reti nei club
| Stagione | Squadra      | Campionato | Campionato | Campionato |
| Stagione | Squadra      | Comp       | Pres       | Reti       |
| -------- | ------------ | ---------- | ---------- | ---------- |
| 1969     | Yawata Steel | JSL        | ?          | 6          |
| 1970     | Nippon Steel | JSL        | ?          | ?          |
| 1971     | Nippon Steel | JSL        | ?          | ?          |
| 1972     | Nippon Steel | JSL1       | ?          | 5          |
| 1973     | Nippon Steel | JSL1       | ?          | ?          |
| 1974     | Nippon Steel | JSL1       | ?          | ?          |
| 1975     | Nippon Steel | JSL1       | ?          | ?          |
| 1976     | Nippon Steel | JSL1       | ?          | ?          |
| 1977     | Nippon Steel | JSL1       | ?          | ?          |
| 1978     | Nippon Steel | JSL1       | ?          | 7          |
| 1979     | Nippon Steel | JSL1       | ?          | ?          |
| 1980     | Nippon Steel | JSL1       | ?          | ?          |
| 1981     | Nippon Steel | JSL1       | ?          | ?          |
|          | Totale       |            | 193        | 48         |